# 彌榮神社 (大阪市)
彌榮神社（やえいじんじゃ）は、大阪府大阪市生野区桃谷2丁目にある神社。

## 歴史
文禄年間（1592年-1595年）に出雲国意宇郡の熊野大社から勧請したのが創建とされる。
元々は「牛頭天王社」と呼ばれ、旧・木野村(このむら)の氏神であったが、明治5年（1872年）に「彌栄神社」に改称し、また村社に列格された。明治43年（1910年）に旧・岡村の御館(みたて)神社（祭神・仁徳天皇）を合祀した。

## 祭神
- 素戔嗚尊
- 仁徳天皇

## 御旅所
北西に「味原御旅所」、南西に「岡御旅所」があり、例祭において渡御が行われる。
- 味原御旅所（大阪市天王寺区餌差町10-23）
- 岡御旅所（大阪市生野区勝山北4-5-2） --- 元は旧・岡村の御館(みたて)神社。

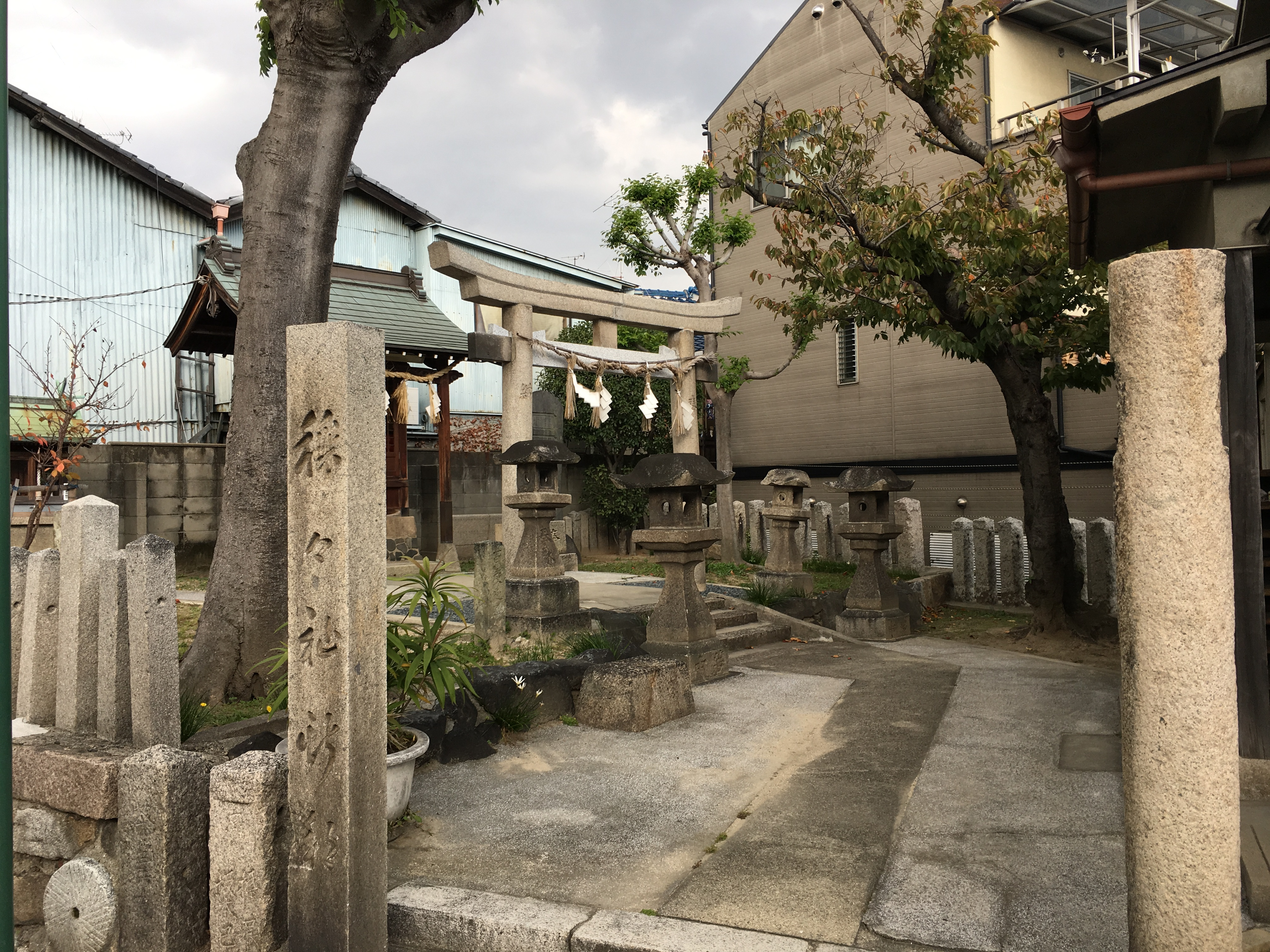
岡御旅所（入口）
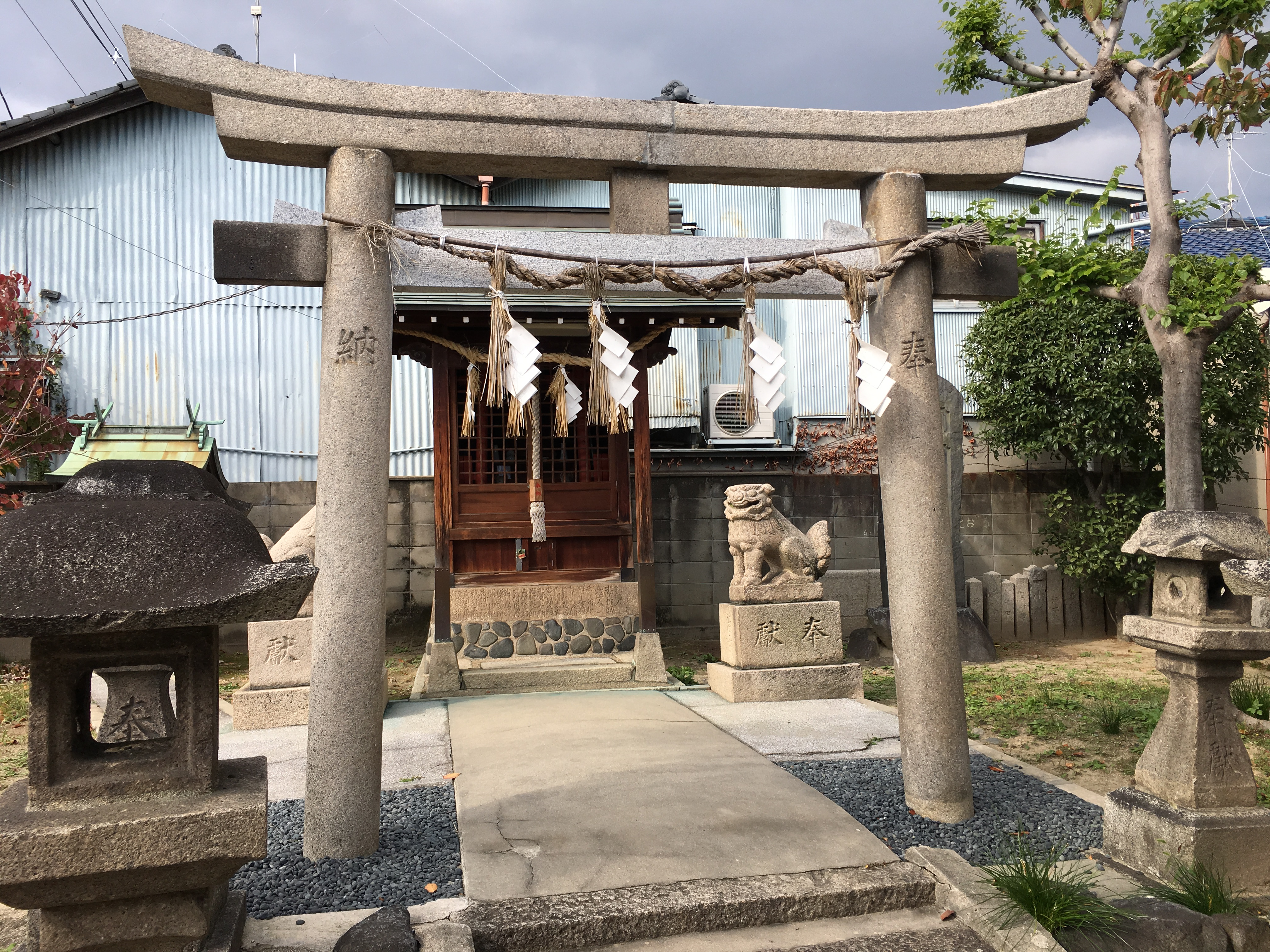
岡御旅所（鳥居・拝殿）